# Sepulcro-Hilario
Sepulcro-Hilario är en kommun i Spanien.   Den ligger i provinsen Provincia de Salamanca och regionen Kastilien och Leon, i den centrala delen av landet, 210 km väster om huvudstaden Madrid. Antalet invånare är 197. Arean är 40 kvadratkilometer.
Terrängen i Sepulcro-Hilario är platt.